# أيمن الحسيني (لاعب كرة قدم سعودي)
أيمن الحسيني، حارس مرمى سعودي، يلعب في النادي العربي.

## مسيرة اللاعب
لعب في النادي الأهلي ونادي الانتصار ونادي الطائي ونادي الثقبة ونادي الوحدة والنادي العربي.
.

## وصلات خارجية
- أيمن الحسيني على موقع قاعدة بيانات كرة القدم.إي يو (الإنجليزية)
- أيمن الحسيني على موقع Soccerway.com (الإنجليزية)
- أيمن الحسيني
- اللاعب: أيمن الحسيني - موقع كوورة